# Carron Bridge

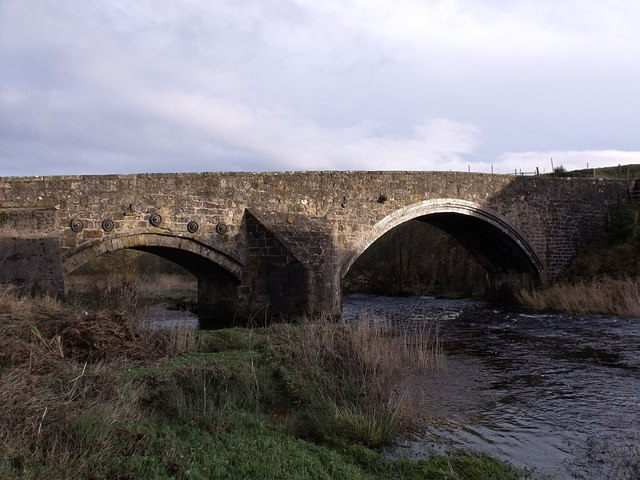
Carron Bridge

Die Carron Bridge ist eine Steinbrücke nördlich der schottischen Stadt Kilsyth in den Council Areas North Lanarkshire und Stirling. Sie führt über den Fluss Carron, welcher dort die Grenze zwischen North Lanarkshire und Stirling markiert. 1971 wurde die Brücke in die schottischen Denkmallisten in der Kategorie B aufgenommen. Eine Einstufung als Scheduled Monument wurde 2016 aufgehoben.

## Geschichte und Beschreibung
1695 wurde erstmals eine Brücke an dieser Stelle über den Carron errichtet. Bereits zwanzig Jahre später wurde sie neu aufgebaut. Die heute erhaltene Brücke stammt im Wesentlichen aus dieser Zeit. 1907 wurde die Carron Bridge restauriert und schließlich 1970 verstärkt. Bedingt durch ihre Lage an einer Nebenstraße zwischen Kilsyth und der B818, kommt der Carron Bridge nur eine geringe verkehrstechnische Bedeutung zu. 
Die Straßenbrücke führt in zwei ungleichen Segmentbögen über den Carron. Der mittige Pfeiler ist durch einen ausladenden, dreieckig hervortretenden Eisbrecher geschützt.